# ジャン＝ミシェル・サマ・ルコンデ
ジャン＝ミシェル・サマ・ルコンデ・キエンゲ（フランス語: Jean-Michel Sama Lukonde Kyenge、1977年8月4日 - ）は、コンゴ民主共和国の政治家。コンゴの未来党員。第34代コンゴ民主共和国首相。2021年2月15日に首相に指名され、同年4月12日に組閣が発表され、同月27日に首相に就任した。